# Polyphylla olivieri
Polyphylla olivieri är en skalbaggsart som beskrevs av François Louis Nompar de Caumont de Laporte 1840. Polyphylla olivieri ingår i släktet Polyphylla och familjen Melolonthidae. Inga underarter finns listade i Catalogue of Life.

## Bildgalleri

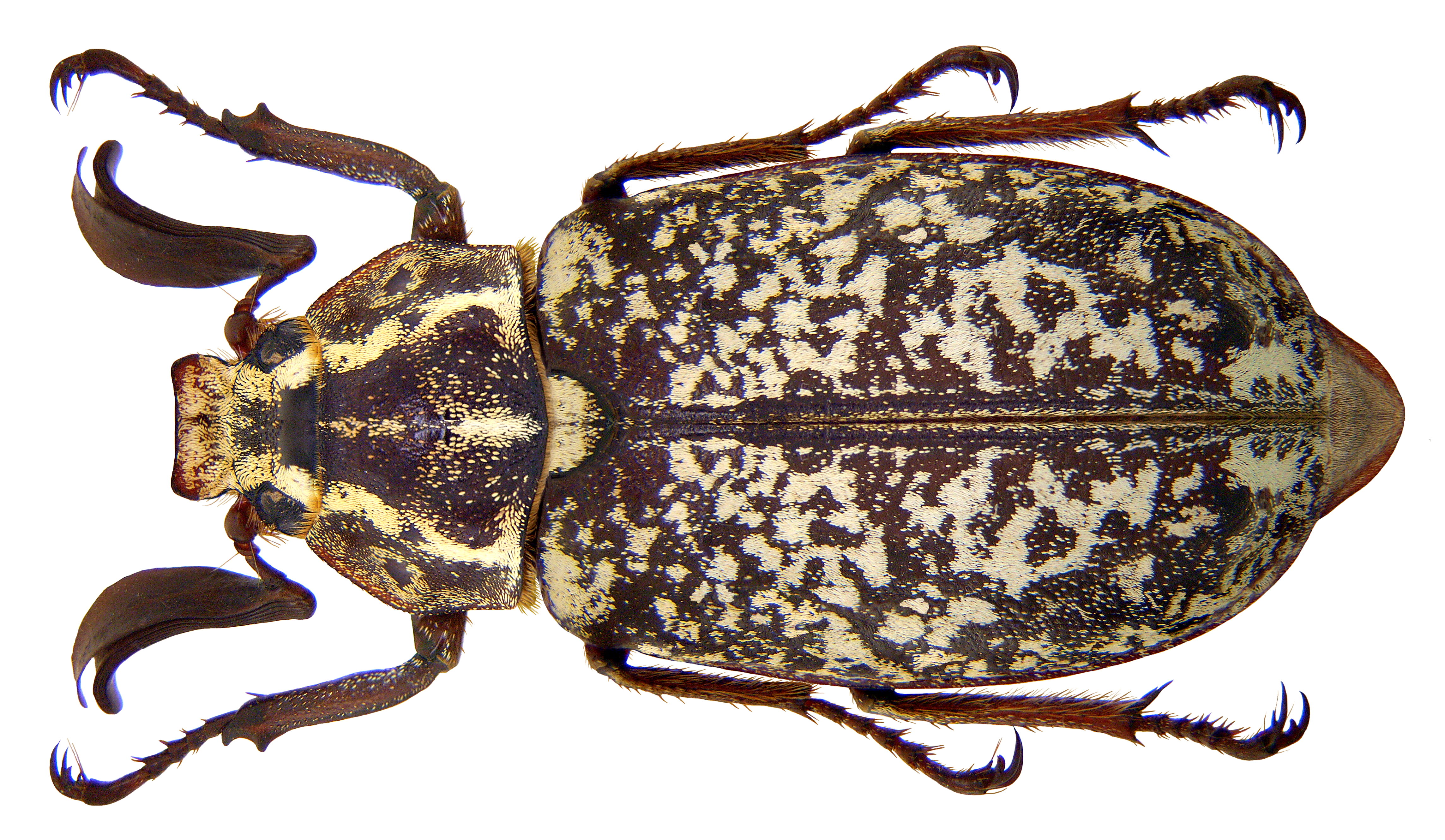
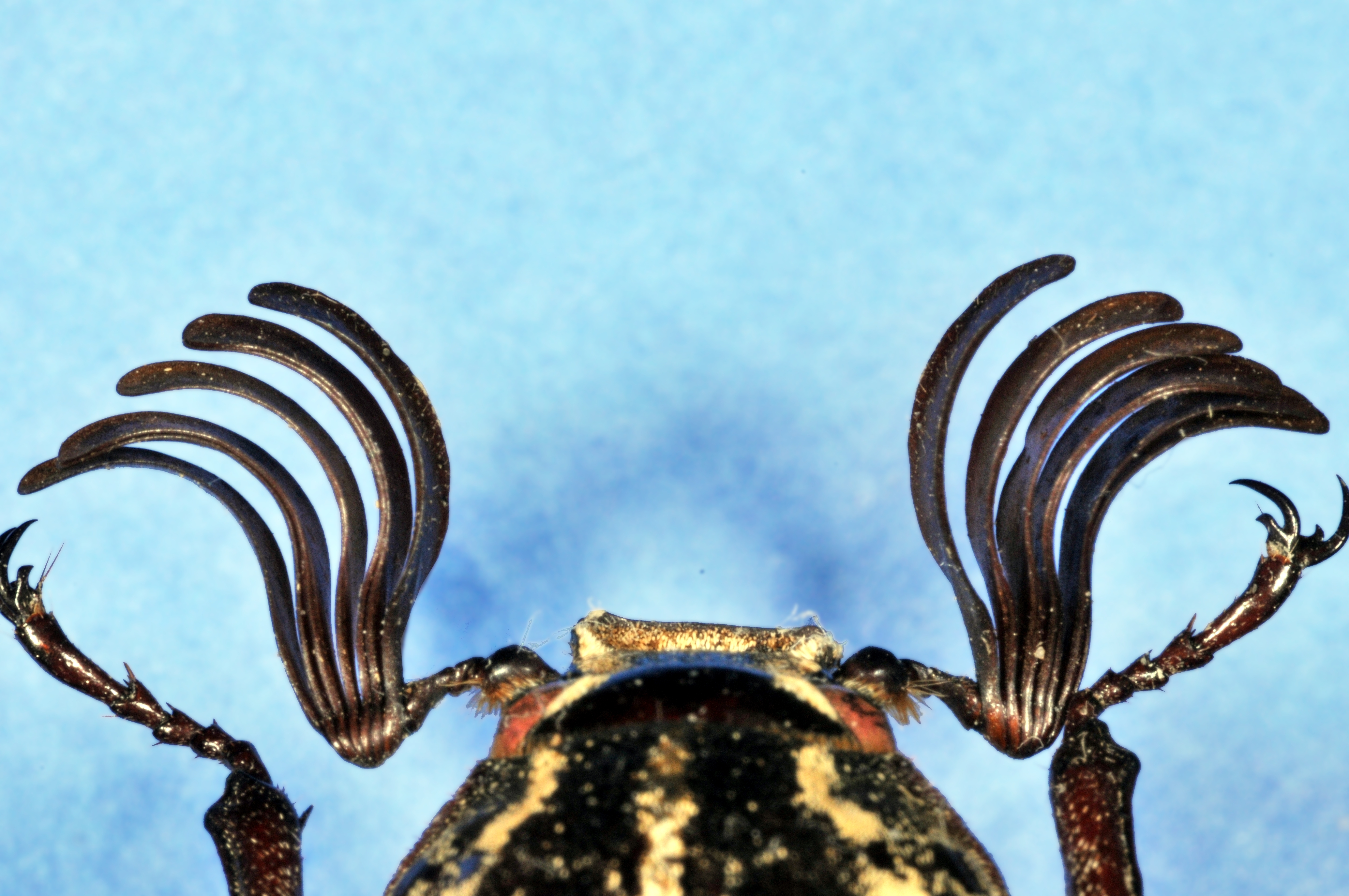